# Eurysphindus brasiliensis
Eurysphindus brasiliensis är en skalbaggsart som beskrevs av Sen Gupta och Roy Crowson 1979. Eurysphindus brasiliensis ingår i släktet Eurysphindus och familjen slemsvampbaggar. Inga underarter finns listade i Catalogue of Life.